# دوكجونغ ملك جوسون
ويغيونغ (بالكورية:의경세자) ,هو ولي عهد مملكة جوسون الكورية (ولد في 1438 ومات في 1457). ويغيونغ هو الابن الأكبر للملك سيجو ,كما أنه والد الملك سونغجونغ ملك مملكة جوسون التاسع. كان اسمه ويغيونغ ثم سمي (دوكجونغ).

## حياته
ويغيونغ هو الابن الأكبر للملك سيجو ,من زوجته الملكة جونغهي ,ولد في عهد الملك العظيم سيجونغ في السنة 21 من حكمه. تزوج من ابنة المستشار الأيسر للدولة السيد جانغسول في عام 1450 ,وعرفت باسم الرفيقة الملكية النبيلة (جونغ) ,ثم أصبحت الرفيقة الملكية النبيلة (سو).
في عام 1455 عين ويغيونغ كولي للعهد، وعينت زوجته كولية للعهد.
كان مشهورًا بأخلاقه، وحبه للتعلم. بعد وفاته أصبح أخاه الأمير هايانغ، ولياً للعهد ثم ملكاً وتسمى بالملك ييجونغ ,ولكن أخاه مات بعد 14 شهرًا، ولذا ذهب العرش إلى ابن الملك دوكجونغ.
حصل بعد وفاته في عهد ابنه الملك سونغجونغ وبالتحديد في عام 1471 على لقب الملك دوكجونغ (رغم أنه لم يكن فعلًا ملكًا).

## أسرته
- الأب:الملك سيجو.
- الأم:الملكة جونغهي.
- الزوجات والأبناء:

1. الملكة إنسو من عشيرة هان (소혜왕후) ,(ولدت في 8 سبتمبر 1437 وماتت في 27 أبريل 1504) ,وأنجبت:
  1. الأمير الكبير ولسان (월산대군) ,(ولد في 1454 ومات في 1488).
  2. يي هيول ,الأمير العظيم جالسان (잘산대군) ,(ولد في 20 أغسطس 1457 ومات في 20 يناير 1494).
  3. الأميرة ميونغسك (명숙공주) ,(ولدت في 1455 وماتت في 1482).
2. الرفيقة غونشي.
3. الرفيقة يون.
4. سوك-وي، السيدة شينشي.

## وفاته
عندما أصبح في 19 من عمره (20 وفقًا للنظام الكوري) بدأ مرضه، وأخذ مرضه يزداد حتى مات في سنة 1457. وماتت زوجته الملكة إنسو في 1504 ودفنت بالقرب منه. في (26 مايو 1970) عين القبر كموقع تاريخي.

## الممثلون الذين لعبوا دور دوكجونغ

### في الأفلام
- إي سن جاي [الإنجليزية] - في 1970 في فلم 《سيجو الملك العظيم》.

### في المسلسلات
قام بدوره في المسلسلات العديد من الممثلين مثل:
- ين دا هن [الكورية] - في 1994 في مسلسل الملك والأميرة [الكورية]
- إي غوانغ غي [الكورية] - في 1998 في مسلسل هان ميونغ هوي [الكورية]
- كوون هيون سانغ [الإنجليزية] - في 2011 في مسلسل رجل الأميرة
- بايك سونغ هيون [الإنجليزية] - في 2011 في مسلسل الملكة إنسو [الإنجليزية]

## وصلات خارجية
- الملك دوكجونغ (بالكورية).
- الملك دوكجونغ (بالكورية) نسخة محفوظة 7 أبريل 2012 على موقع واي باك مشين..
- الملك دوكجونغ (بالكورية).